# Dietrich Schmoll

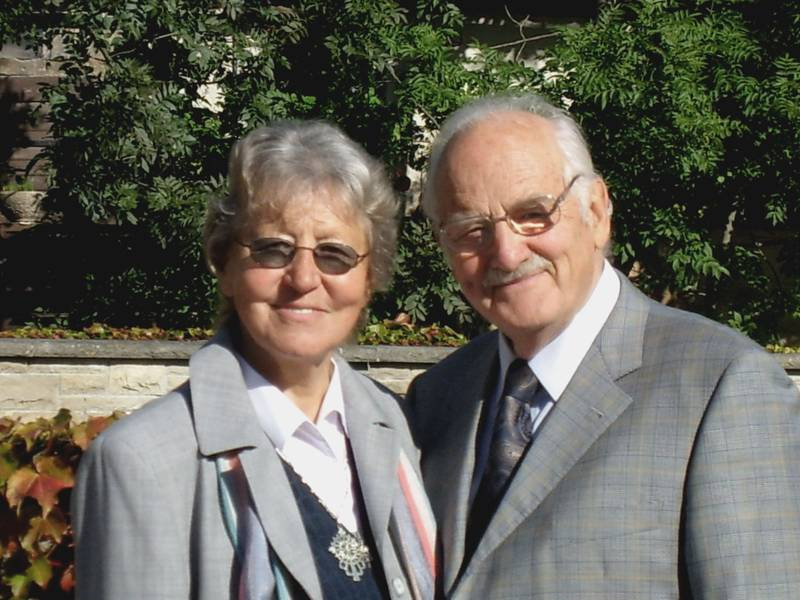
Lydia und Dietrich Schmoll, Arzt der Deutschen Missionsgemeinschaft

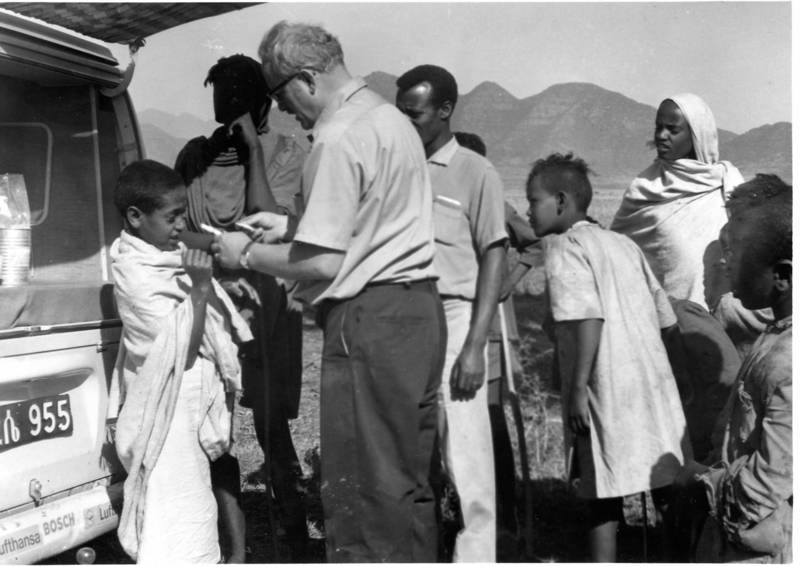
Schmoll in den 1960er Jahren bei der medizinischen Arbeit in Äthiopien. Fotos: DMG

Dietrich Schmoll (* 19. Oktober 1930 in Flein bei Heilbronn; † 25. November 2024) war ein deutscher Mediziner, der sich mehr als 40 Jahre als Missionsarzt für Menschen in Äthiopien engagierte. Er war Mitarbeiter und Mitgründer der „Deutschen Missionsgemeinschaft, Verein für Wohltätigkeit e.V.“, heute DMG interpersonal, und erhielt für seine Lebensleistung das Bundesverdienstkreuz am Bande.

## Leben
Schmoll studierte Medizin in Frankfurt und Lyon, war bei der Gründung der  Deutschen Missionsgemeinschaft (DMG) 1951 in Beatenberg (Schweiz) dabei, absolvierte 1955 die Bibelschule und das Theologische Seminar Beatenberg (heute: Seminar für biblische Theologie Beatenberg). 1965 arbeitete er als Arzt am Tropeninstitut in Tübingen. Über die DMG kam er in Kontakt zu einem Missionsarzt in Äthiopien, der ihn für die medizinische Arbeit in Afrika begeisterte.
Anfangs nur mithilfe der finanziellen Unterstützung durch Freundeskreise, später auch durch das Deutsche Aussätzigen-Hilfswerk und die Christoffel-Blindenmission, haben Dr. Schmoll und seine erste Frau Ruth (geb. Rödl) Ende der 1960er Jahre mit dem Aufbau eines Gesundheitsdienstes und mit der Schulung von einheimischen Mitarbeitern in den von Dürre, Hungersnot und Krankheit betroffenen Regionen Nordäthiopiens begonnen.  1967 wohnte er mit seiner Familie in Shashemene am südlichen Leprakrankenhaus, 1970 zogen sie ins nördliche Leprahospital nach Dessie-Boru Meda, wo er bis zur kommunistischen Revolution 1974 in der Aussatzkontrolle der Provinz Wollo tätig war. In der Missionsstation Boru Meda der Kale-Heywat-Kirche (Wort des Lebens-Kirche) im Norden des Landes hat er mit zwei Krankenschwestern und 36 einheimischen Helfern die Bevölkerung medizinisch betreut.
Zur Bekämpfung einer Hungersnot im Jahr 1973 war Schmoll zusammen mit dem Magazin Stern Mitinitiator einer großen Spenden-Aktion, die 21 Millionen Mark erbrachte. Mit einem Hubschrauber der Helimission und vier weiteren von Bundeswehr und Bundesgrenzschutz wurde Nahrung bis in entlegene Dörfer gebracht. Diese Hungerhilfe rettete Tausenden Menschen in Äthiopien das Leben.
Nach dem Beginn der kommunistischen Militär-Revolte in Äthiopien kehrte Schmoll nach Deutschland zurück und wirkte bis zum Beginn des Ruhestands 1993 als Landarzt in Schopfloch bei Freudenstadt. Nach dem Tod seiner ersten Frau heiratete er 1995 die DMG-Missionarin Lydia (geb. Beck). Ab 1995 waren sie regelmäßig als Mitarbeiter der Deutschen Missionsgemeinschaft in Äthiopien, um einheimische Kirchen beim Aufbau von Kindergärten und Mühlen zu beraten, Mitarbeiter zu schulen, beispielsweise in Familienplanung und der Verwendung örtlicher Heilpflanzen, und bei Bewässerungsprojekten zu helfen. Zusammen mit seiner Frau kümmerte er sich auch um ein Waisenhaus für Kriegs- und AIDS-Waisen in der Region Tigrai und um die Zweigstelle der äthiopischen Bibelgesellschaft in dieser Region, die durch die einheimische Hilfsorganisation Hope Community Services entstanden ist.

## Auszeichnung
Schmoll erhielt im Jahre 2009 das Verdienstkreuz am Bande des Verdienstordens der Bundesrepublik Deutschland.
Bei der Übergabe der Auszeichnung am 3. Februar 2009 in Stuttgart würdigte der baden-württembergische Ministerpräsident Günther Oettinger Schmolls selbstloses Engagement für die Bevölkerung Äthiopiens. Zwischen 1965 und 1974 habe der Mediziner über 10.000 Leprakranke behandelt.